# 翠波高原
翠波高原（すいはこうげん）は愛媛県四国中央市翠波峰の牧場跡地に開発された花の名所。金砂湖県立自然公園に属する。

## 概要
春は菜の花や桜が、また秋にはコスモスが高原一面、花の絨毯となる。
菜の花・桜は４月中旬頃、コスモスの見頃はお盆頃が見頃。それ以外の期間は施設は休園中となるが、園内に入ることは可能。
「第1花園」、「第2花園」、「第3花園」があり、コスモスと菜の花は、時期ごとに種がまかれ交互に楽しむことができる。また、第1と第2花園の近くには「ワシントンの桜」が植えられている。
2013年7月から翌年4月にかけて高さ2mの防護柵で園地を囲み、一時は野生動物の食害で全滅状態であったが、その効果により順調に生育している。

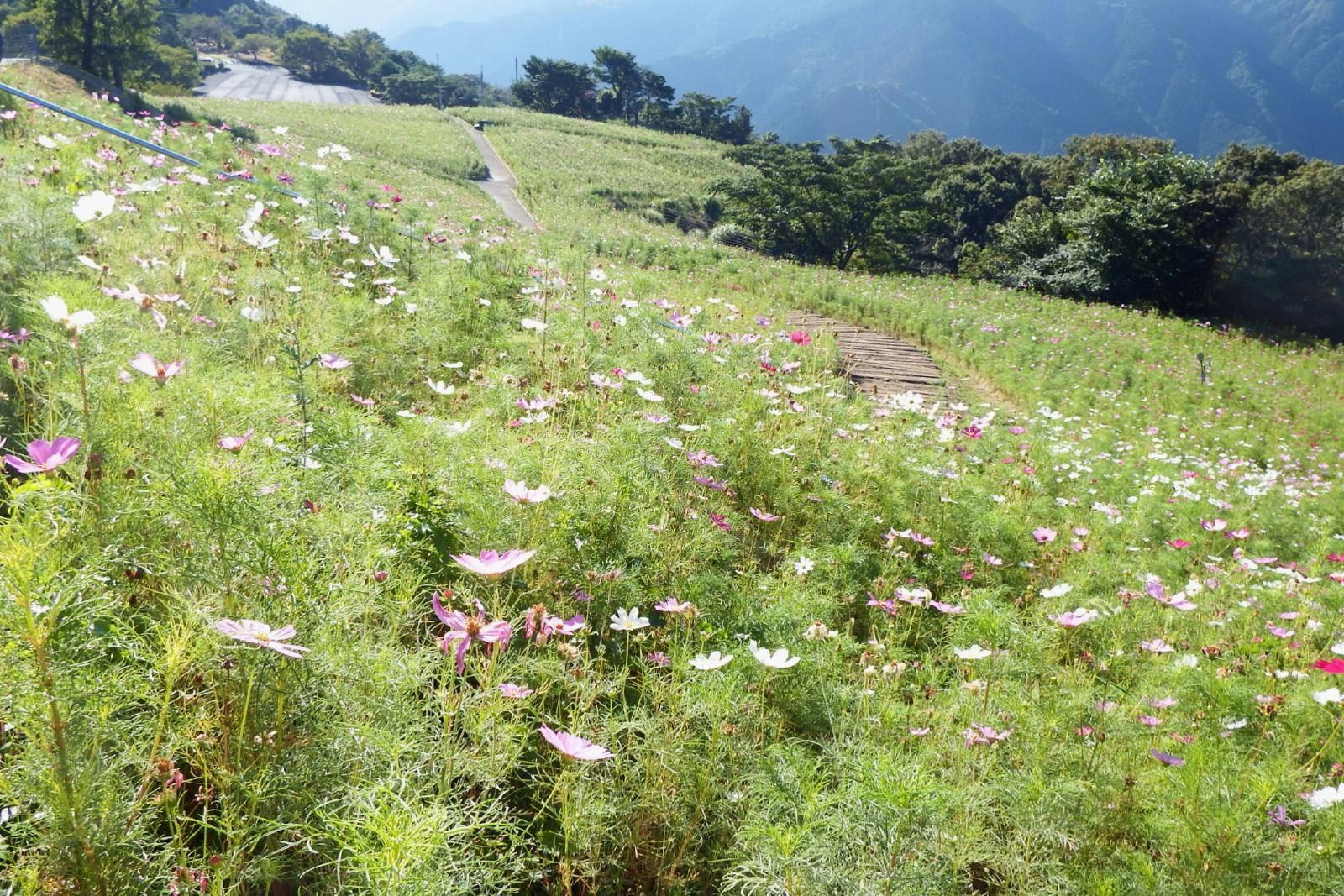
第1花園の秋
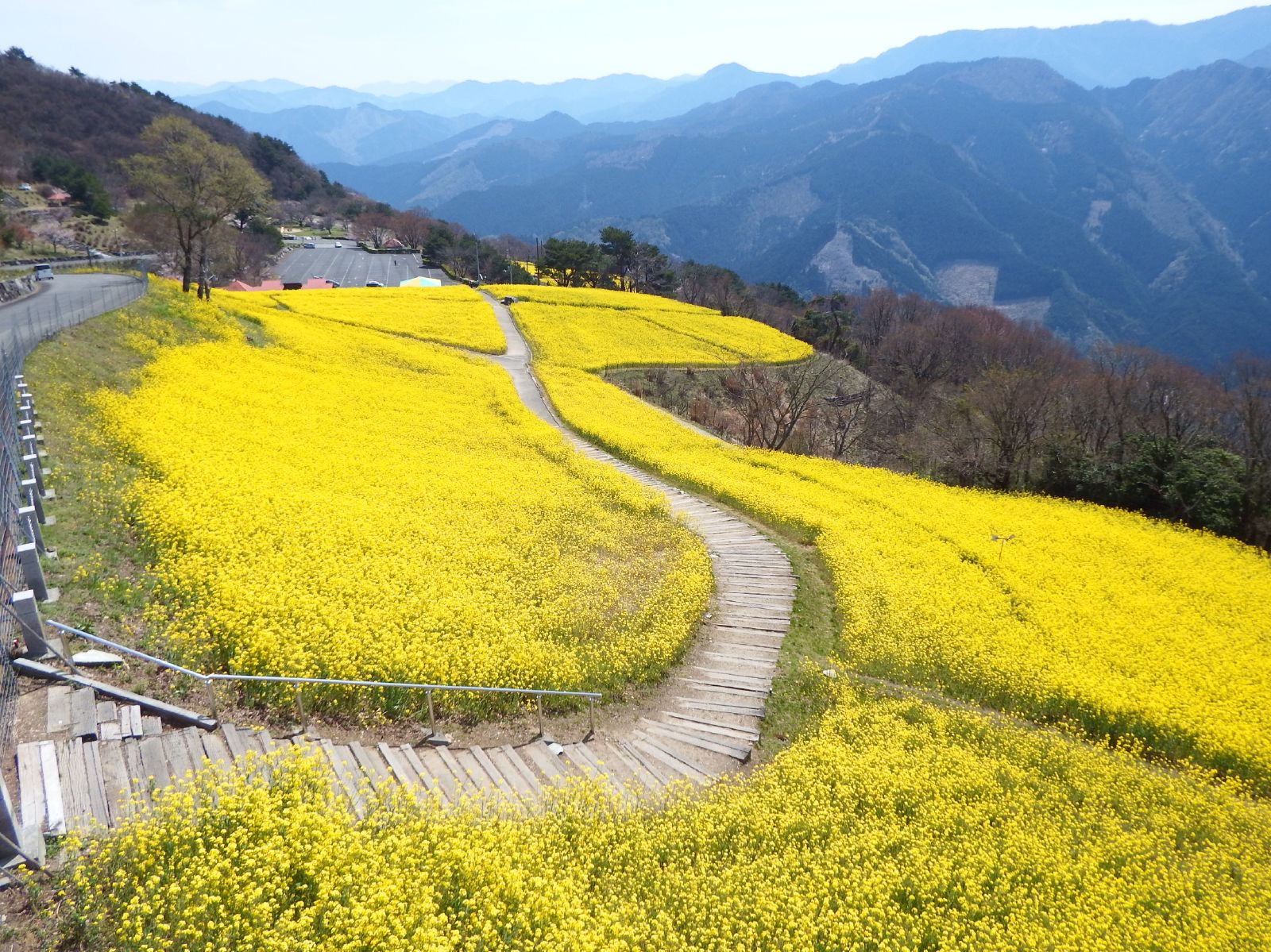
第1花園の春
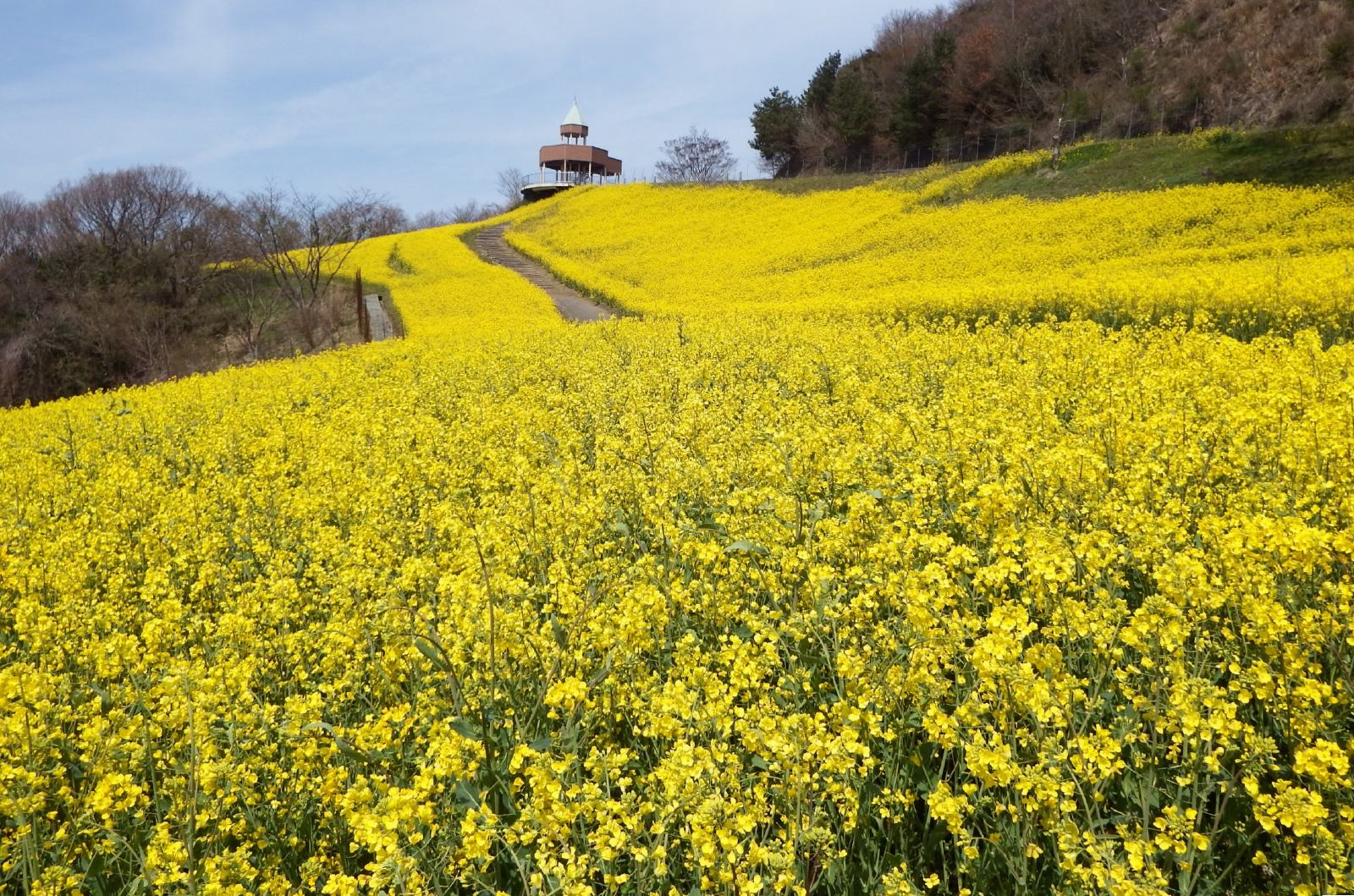
コスモス展望台
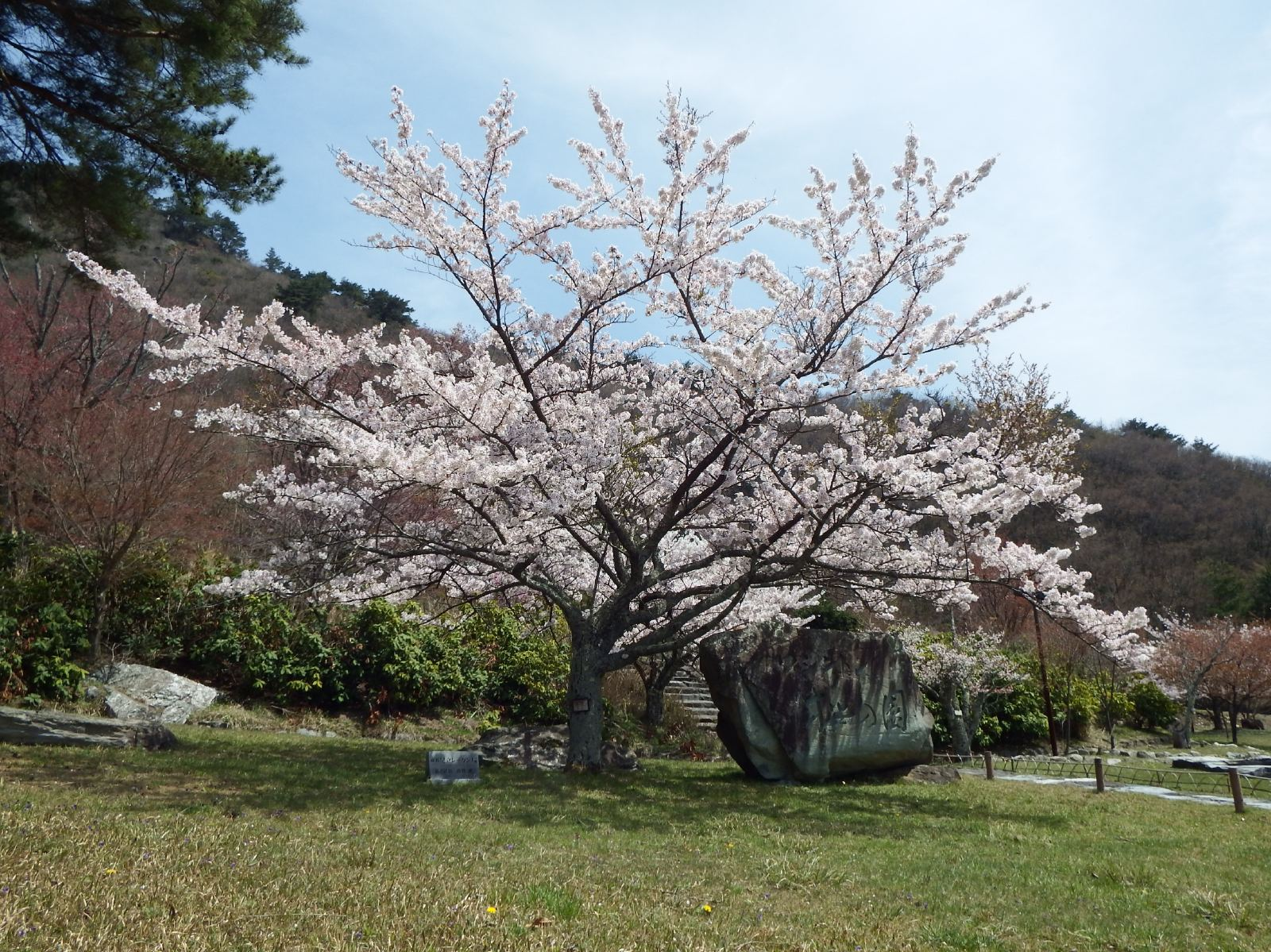
ワシントン桜の園

## アクセス
松山自動車道三島川之江ICより、車で約30分。

## 付近の観光スポット
- 三角寺（四国八十八箇所霊場の第六十五番札所）
- 霧の森
- 霧の高原
- 塩塚高原
- 川之江城